# مرفق (موزيلا)

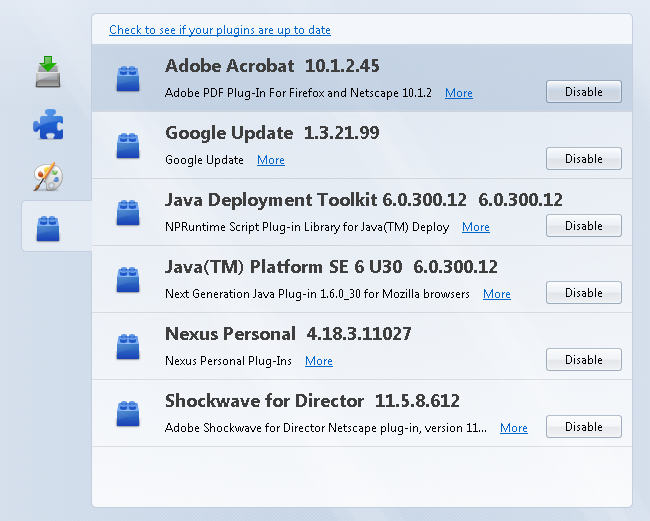

مرفقات موزيلا هم عبارة عن برامج مساعدة التابعة لمؤسسة موزيلا بما في ذلك موزيلا ثندربرد وسي منكي تساعد المستخدمين لإضاقة مميزات جديدة أو تطويرها، التحكم في المحتوى المعروض وتغيير سمات الموقع.

## نبدة تاريخية
كانت تعرف مرفقات موزيلا بتحديث موزبلا.

## تكنولوجيا المرفقات
يمكن تطوير مرفقات باستخدام لغات البرمجة التالية:
- لغة واجهة مستخدم إكس إم إل
- صفحات الطرز المتراصة
- نموذج كائن المستند
- جافا سكريبت: اللغة الأم لمتصفح فايرفوكس

## الاستخدامات
إضافة ميزات: غالبا تستخدم المرفقات لإضافة ميزات للتطبيق. وأمثلة على هذه الميزات قارئ آر إس إس،.بروتوكول نقل الملفات، الإيميل، تعديل الخدمة الوكيلة، تحميل الوسائط المتعددة، الرفع الأتوماتيكي وتطوير الويب. العديد من مرفقات موزيلا تستعين بتشاتزيلا بروتوكول الدردشة عبر الإنترنت.
تعديل صفحة الويب: العديد من المرفقات توفر للمستخدمين إمكانية تعديل محتوى الموقع الإلكتروني، على غرار آد بلوك.
تغيير واجهة العرض: تقوم هذه المرفقات بتغيير سمة التطبيقات من لون وخلفية...
الخصوصية والحماية: المرفق الوحيد الذي يسمح بحماية الوصول لإعدادات فيرفوكس هو public fox، بالإضافة لمرافق أخرى من أجل حظر الإعلانات والمواقع الضارة والتعقب كوبورن مالاوار بلوكر.

## برامج مساعدة
برامج فيرفوكس المساعدة عبارة عن إضافات أو ملحقات مخصصة لبرامج معينة، تساعد على توسيع وتمديد عمل هذا البرنامج ليؤدي مهام ووظائف أكثر، كقراءة ملفات pdf مثلا.
يُدرج مع متصفح فيرفوكس عند التحميل كل من Open H.264 Video Codec لسيسكو سيستمز وwedevine content decryption module لجوجل، أدوبي فلاش بلاير، أدوبي أكروبات وكويك تايم، ريل بلاير على سبيل المثال.